# بیلی کاب
بیلی کاب (انگلیسی: Billy Cobb؛ زادهٔ ۲۹ سپتامبر ۱۹۴۰) بازیکن فوتبال اهل بریتانیا است.
از باشگاه‌هایی که در آن بازی کرده‌است می‌توان به باشگاه فوتبال ناتینگهام فارست، باشگاه فوتبال برنتفورد، باشگاه فوتبال بوستون یونایتد، باشگاه فوتبال لینکولن سیتی، و باشگاه فوتبال پلیموث آرگیل اشاره کرد.